# Meigsov sindrom
Meigsov sindrom (lat. Syndroma Meigs) je sindrom kojeg karakteriziraju dobroćudna novotvorina jajnika (npr. teka tumor, granuloza-tumor, fibrom jajnika), ascites i izljev u prsištu. Sindrom je dobio naziv po američkom ginekologu Joe Vincent Meigsu. 

## Prognoza
|  | Molimo pročitajte upozorenje o korištenju medicinskih informacija. Ne provodite liječenje bez savjetovanja s liječnikom! |